# End of Innocence
End of Innocence, Nightwishs andra DVD, släpptes 2003.

## Låtar på dvd:n
1. The Kinslayer
2. She is My Sin
3. Deep Silent Complete
4. The Pharaoh Sails to Orion
5. Come Cover Me
6. Wanderlust
7. Instrumental (Crimson Tide / Deep Blue Sea
8. Swanheart
9. Elvenpath
10. FantasMic part 3
11. Dead Boy's Poem
12. Sacrament of Wilderness
13. Walking in the Air
14. Beauty and the Beast
15. Wishmaster